# Deutscher Soldatenfriedhof Wólka Łasiecka

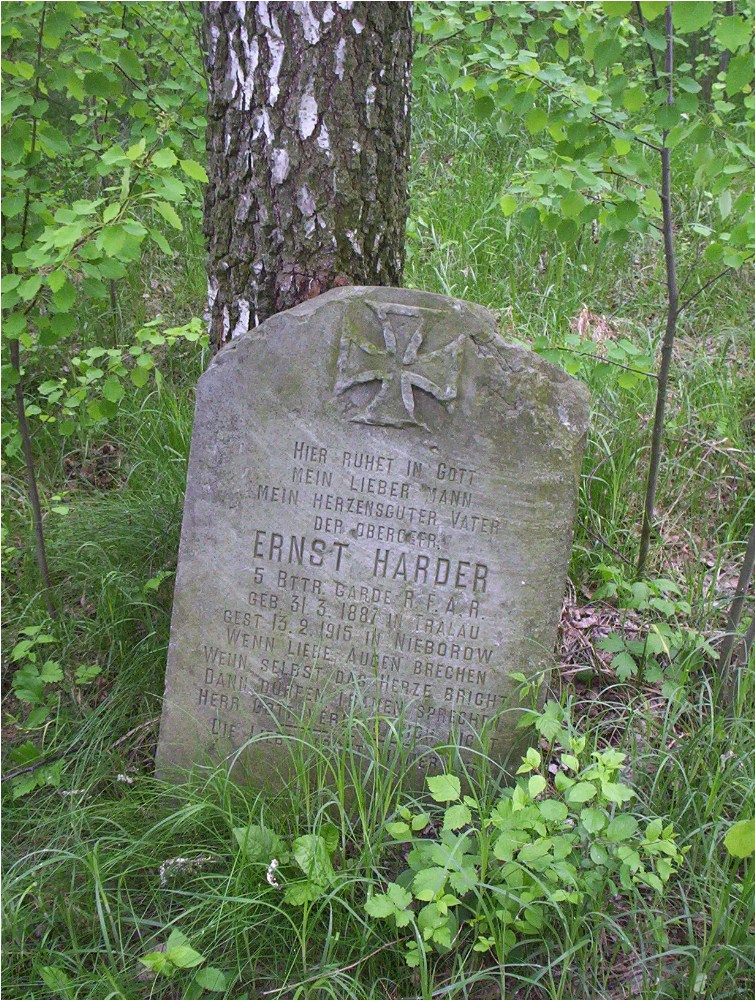
Grab auf dem Soldatenfriedhof Wólka Łasiecka

Auf dem Soldatenfriedhof Wólka Łasiecka südwestlich von Bolimów ruhen 381 deutsche und eine unbestimmte Zahl russischer Soldaten des Ersten Weltkrieges. Sie sind allesamt Opfer der Schlacht bei Humin.

## Beschreibung
Der Friedhof ist stark verfallen.